# Dikrella albidula
Dikrella albidula är en insektsart som beskrevs av Ruppel och Delong 1952. Dikrella albidula ingår i släktet Dikrella och familjen dvärgstritar. Inga underarter finns listade i Catalogue of Life.